# Munický Rybník
Munický Rybník är en sjö i Tjeckien.   Den ligger i regionen Södra Böhmen, i den centrala delen av landet, 120 km söder om huvudstaden Prag. Munický Rybník ligger 376 meter över havet. Arean är 1,0 kvadratkilometer. Den ligger vid sjön Bezdrev. Runt Munický Rybník är det i huvudsak tätbebyggt. Den sträcker sig 1,5 kilometer i nord-sydlig riktning, och 1,3 kilometer i öst-västlig riktning.
Följande samhällen ligger vid Munický Rybník:
- Hluboká nad Vltavou (4 682 invånare)